# بجارن ایورسن
بجارن ایورسن (انگلیسی: Bjarne Iversen; ۲ اکتبر ۱۹۱۲ – ۷ سپتامبر ۱۹۹۹) اسکی‌باز صحرانوردی اهل نروژ بود.